# اسپنسر (داکوتای جنوبی)
اسپنسر(به انگلیسی: Spencer) شهری در ایالت داکوتای جنوبی کشور ایالات متحده آمریکا است که جمعیت آن در سرشماری سال ۲۰۱۰ میلادی، ۱۵۴ نفر بوده‌است.